# Henricia lukinsii
Henricia lukinsii is een zeester uit de familie Echinasteridae.
De wetenschappelijke naam van de soort werd in 1898 gepubliceerd door Farquhar.